# Pedro Romero
Pedro Romero Martínez (Ronda, 19 de noviembre de 1754-Ib., 10 de febrero de 1839) fue un torero español. Descendiente de una dinastía taurina muy conocida, su padre Juan Romero y sus hermanos menores, José y Antonio fueron también matadores de toros. Además, se atribuye a su abuelo, Francisco Romero, el mérito de ser el primero que empleó la muleta y el estoque para dar muerte a un toro.

## Biografía
Comenzó como segundo espada en la cuadrilla de su padre en 1771 participando en tres novilladas ese mismo año en Jerez de la Frontera. Se lo considera el primer matador de toros de su época, a diferencia de sus rivales y contemporáneos, Joaquín Rodríguez Costillares y Pepe-Hillo, a quienes se consideraba como los primeros toreros.
Romero dirigía la lidia en intención de la muerte del toro, suerte para la que tenía especial talento, por lo que era llamado por sus contemporáneos «El Infalible», lo que lo diferenciaba de Pepe-Hillo, quien consideraba que la faena debía ser consistente desde el comienzo al fin. Se presenta en 1775 por primera vez en Madrid e inicia una rivalidad con Costillares, que en 1777 lo aleja de participar en festejos en esta ciudad como resultado de una polémica con éste.
En 1778 alterna por primera vez con Pepe-Hillo, con lo que nace una rivalidad histórica que se entabló en la Real Maestranza de Sevilla y otras plazas y de la que se lo tiene como postrer vencedor.
 Desde 1778 a 1799 se mantiene como matador exitoso en los festejos anuales que se presentarán en las plazas de primera categoría. El 19 de mayo de 1785 inauguró la Plaza de toros de Ronda. Si bien se retiró en 1799 y una vez más en 1806 —negándose después a torear para los franceses—, se mantuvo activo en la Escuela de Tauromaquia de Sevilla y mató a su último toro en 1831 a los 77, que brindó a la futura reina Isabel II de España, por entonces princesa de Asturias. Es probable que matase más de 5 600 toros. En su larga trayectoria no recibió nunca una cornada.
Sus últimos años los dedicó a la escuela de tauromaquia de la que fue director y maestro por orden del rey. Fueron discípulos suyos Francisco Arjona Herrera Cúchares y Francisco Montes Paquiro, quienes serían los grandes rivales de su generación.

## Características de su arte

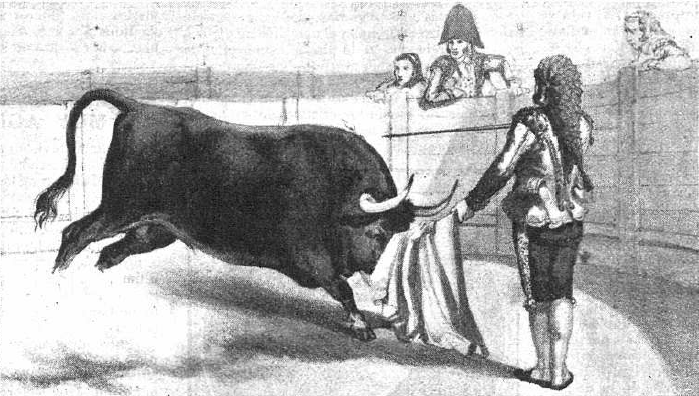
Estampa de la época que muestra a Romero en la suerte de recibir

Para muchos especialistas fue Romero un visionario adelantado a su época quien, más de un siglo antes que Belmonte y Manolete, recomendaba la quietud del torero en la escuela sevillana: «...el que quiera ser lidiador ha de pensar que de cintura para abajo carece de movimientos... El toreo no se hace con las piernas, sino con las manos».

## Carta clandestina de 1812
En un documento de diez folios anónimos datados entre el siglo XVIII y el XIX se incluyó una carta dirigida a Pedro Romero formada por el Apologista. El documento clandestino sirvió de introducción a la Oración apologética que en defensa del estado floreciente de España dijo en la Plaza de Toros de Madrid Don N... tuvo gran repercusión en 1812 cuando fue difundido bajo en nombre de Pan y Toros en Cádiz. En la carta se detallan una serie de los problemas del país. Se desconoce el motivo por la que fue dirigida a Pedro Romero, pues este se había retirado de los ruedos y no se había hecho cargo aún de la Escuela de Tauromaquia de Sevilla. Interesa de la carta la atribución del invento de la muleta al abuelo del torero, Francisco Romero, sin que sea esta una afirmación única, pues la atribución de dicho invento varía según el estudio como sería el de la Cartilla de Osuna que reúne además varias reglas sobre el arte de torear. En la misma carta el Apologista, mencionó también a Costillares con quién Pedro Romero mantuvo alguna polémica cuando ambos coincidieron en las plazas.

«Al Señor Pedro Romero natural de Ronda principal Torero Matador de España, primera espada de la Plaza de Madrid.
No me lleva a ofreceros esta deaicatoria el ejemplo de tantos escritores hambrientos que prodigan el pestilente incienso de una vil adulación para lograr el favor de aquellos magnates a quienes la fortuna, más bien que el mérito, suele elevar a la cumbre del poder. Desdichada verdad si no tuviera otro asilo que las dedicatorias de semejantes hombres, ni que otro testimonio más vergonzoso para la humanidad que las embusteras alabanzas y rastreras humillaciones que en ellas se estampan; la mía nace sólo de la sincera inclinación que os profeso, y no tiene otro interés que hacer justicia al mérito; porque es bien claro que las circunstanc;ias de su mecenas hacen imposibles los torcidos fines de la negra lisonja.»
el Apologista